# Domène
Domène település Franciaországban, Isère megyében. Lakosainak száma 6777 fő (2022. január 1.). Domène Le Versoud, Meylan, Montbonnot-Saint-Martin, Murianette, Revel, Saint-Ismier és Saint-Jean-le-Vieux községekkel határos.

## Népesség
A település népességének változása:
| Lakosok száma | 4901 | 5308 | 5775 | 6544 | 6686 | 6739 | 6745 | 6677 | 6670 | 6777 |
|               | 1968 | 1982 | 1990 | 2006 | 2013 | 2015 | 2017 | 2019 | 2020 | 2022 |

## Testvérvárosok
- Vedano al Lambro, Olaszország
- Mühlhausen-Ehingen, Németország